# Wschodni Baray
Wschodni Baray (khm. បារាយណ៍ខាងកើត) – jeden z dwóch wielkich sztucznych zbiorników wodnych z kompleksu Angkor wpisanych wspólnie na listę światowego dziedzictwa UNESCO, ustanowionej na mocy Konwencji w sprawie ochrony światowego dziedzictwa kulturowego i naturalnego, przyjętej przez UNESCO w 1992 roku na 16 sesji w Santa Fe, Stany Zjednoczone Ameryki 7-14 grudnia. 
Zbiornik został wybudowany około 900 roku n.e. w celu zapewnienia ciągłego zaopatrzenia w świeżą wodę drugiej stolicy imperium Kmerów Jaszodharapura przez króla Jaszowarmana I. Jego zadziwiające wymiary 7,5 km na 1,83 km są tylko niewiele mniejsze od zbudowanego 2 wieki później Zachodniego Baray. Obecnie zbiornik jest osuszony, ale w czasie użytkowania mógł pomieścić nawet do 55 milionów metrów sześciennych świeżej wody i osiągać głębokość do 4 m. Zbiornik początkowo był zasilany rzeką Roluos, która była przekierowana kanałem wpadającym do jego północno-wschodniego narożnika. W każdym rogu zbiornika znajdowały się kamienne stell z wierszami w sanskrytcie oddającymi zbiornik w opiekę bogini Ganga.
Na jego środku w połowie X wieku król Radżendrawarman II zbudował świątynię Wschodni Mebon. Wschodni Baray był drugim wielkim obiektem w rozległym systemie gospodarki wodnej budowanej systematycznie od IX do XVI wieku.